# إيريك بروسكوتر
إيريك بروسكوتر (بالإنجليزية: Eric Bruskotter) مواليد 22 مارس 1966 في فورت واين، الولايات المتحدة، هو ممثل أمريكي بدأ مسيرته الفنية سنة 1985.

## الأعمال
- قصص مدهشة (مسلسل) (1985) (بدور: ستان)
- شيرز (1990)
- في خط النار (فيلم) (1993)
- بيفرلي هيلز 90210 (1994)
- جاغ (مسلسل) (1995)
- غلي (مسلسل) (2011)

## روابط خارجية
- إيريك بروسكوتر على موقع IMDb (الإنجليزية)
- إيريك بروسكوتر على موقع ألو سيني (الفرنسية)
- إيريك بروسكوتر على موقع أول موفي (الإنجليزية)
- إيريك بروسكوتر على موقع قاعدة بيانات الأفلام السويدية (السويدية)
- إيريك بروسكوتر على موقع قاعدة بيانات الفيلم (الإنجليزية)
- إيريك بروسكوتر على موقع كينوبويسك (الروسية)